# Сьремський повіт
Сьремський повіт (пол. powiat śremski) — один з 31 земських повітів Великопольського воєводства Польщі.
Утворений 1 січня 1999 року в результаті адміністративної реформи.

## Загальні дані
Повіт знаходиться у південно-центральній частині воєводства.
Адміністративний центр — місто Сьрем.
Станом на 1.01.2008 населення становить 58 760 осіб, площа 574,1 км².

## Демографія
Демографічні дані повіту станом на 30.06.2005:
|       | Всього | Всього | Жінки  | Жінки | Чоловіки | Чоловіки |
| ----- | ------ | ------ | ------ | ----- | -------- | -------- |
|       | осіб   | %      | осіб   | %     | осіб     | %        |
| Повіт | 59 266 | 100    | 29 838 | 51    | 28 718   | 49       |
| Міста | 34 475 | 100    | 17 882 | 51,9  | 16 593   | 48,1     |
| Села  | 24 081 | 100    | 11 956 | 49,6  | 12 125   | 50,4     |